# Pandinurus oromo
Espèce
Pandinurus oromo est une espèce de scorpions de la famille des Scorpionidae.

## Distribution
Cette espèce est endémique de la région d'Oromia en Éthiopie. Elle se rencontre vers la zone Bale.

## Description
Le mâle holotype mesure 96,75 mm.

## Étymologie
Cette espèce est nommée en l'honneur des Oromos.

## Publication originale
- Kovařík, Lowe, Soleglad & Plíšková, 2017 : « Scorpions of the Horn of Africa (Arachnida: Scorpiones). Part X. Pandiborellius stat. n. and Pandinurus (Scorpionidae) with Description of Four New Species from Eritrea and Ethiopia, and Review of Pandinus Sensu Lato Taxonomy. » Euscorpius, no 238, p. 1-103 (texte intégral).